# Liberty Truck

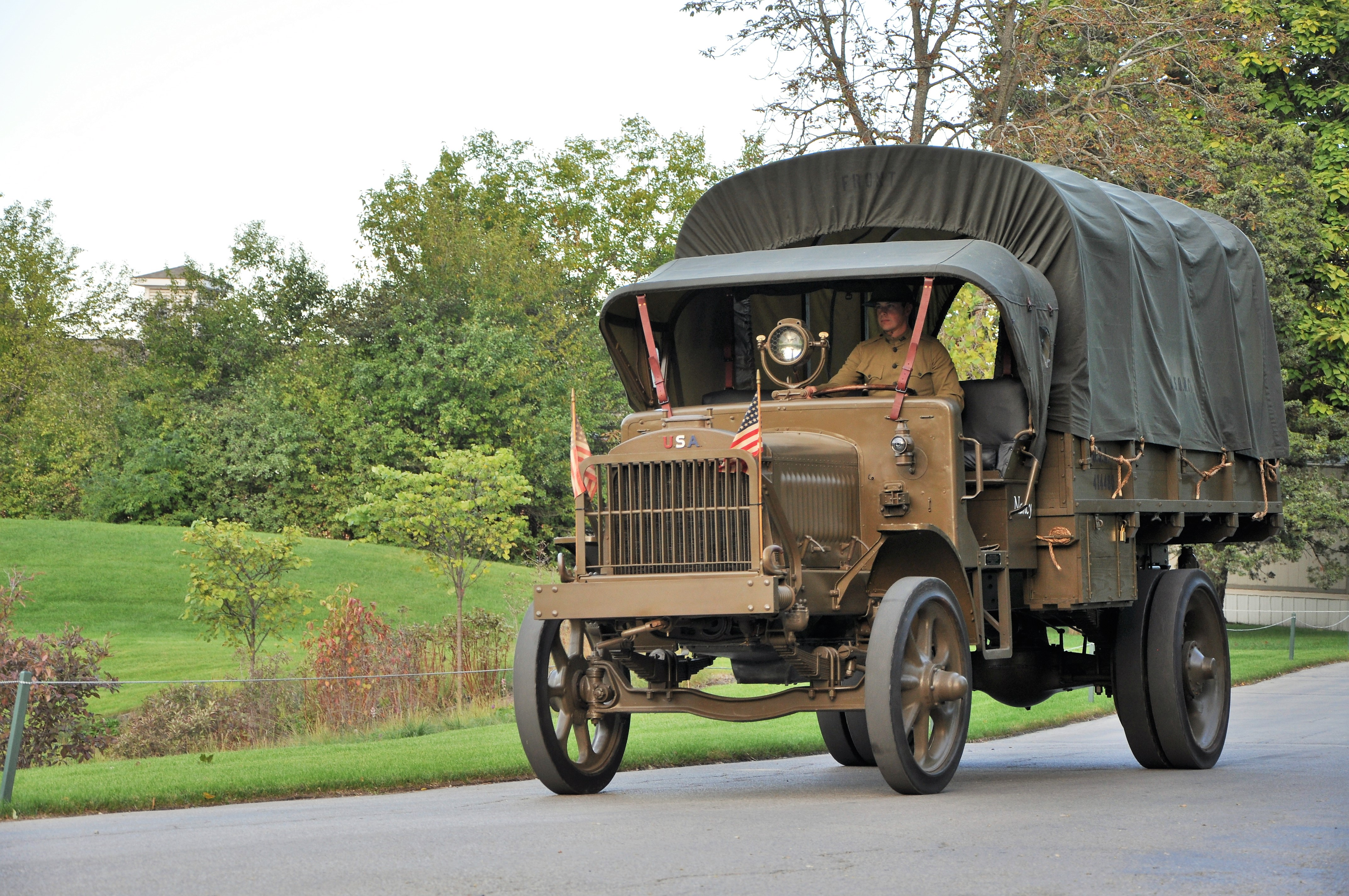
Ein Liberty Truck als restauriertes Originalfahrzeug (2018)

Liberty truck ist die Bezeichnung einer Lastkraftwagen-Baureihe der US-amerikanischen Streitkräfte im Ersten Weltkrieg, deren Vorgaben vom United States Army Quartermaster Corps (USQMC) gemeinsam mit der Society of Automotive Engineers festgelegt wurden.

## Zeitgeschichtlicher Hintergrund
Im Ersten Weltkrieg bildeten pferdebespannte Fahrzeuge das Haupttransportmittel der Truppen. So verfügte die US Army 1914 über nur 35 Lastkraftwagen. Die ersten Erfahrungen der Army mit Lastkraftwagen als Transportfahrzeuge für militärische Güter sowie als Zugfahrzeuge für die Artillerie 1916 im Rahmen der Mexikanischen Strafexpedition verdeutlichten jedoch die Vorteile gegenüber Pferden und Maultieren, insbesondere hinsichtlich Mobilität, Geschwindigkeit und Ausdauer.
1904 überholten die USA Frankreich als größten Automobilproduzenten der Welt und konnten diese Position in den Folgejahren erheblich ausbauen: 1914 stammten von den rund 700.000 weltweit produzierten Autos 80 % aus den USA. Als der Erste Weltkrieg ausbrach, blieben die USA zunächst neutral, belieferten aber die europäischen Staaten der Entente (die Mittelmächte blieben wegen der britischen Seeblockade von Lieferungen ausgeschlossen) mit Kriegsmaterial. Bereits im Herbst 1914 gingen größere Bestellungen von Lkw bei US-amerikanischen Herstellern ein. Diese Hersteller nutzten die Folgejahre, um ihre Produktionskapazitäten zu erweitern und jährlich Tausende von Lkw nach Europa zu liefern.
Am 6. April 1917 erklärten die Vereinigten Staaten dem Deutschen Reich den Krieg. Kurz darauf wurde mit den ersten Aktivitäten für den Bau der Liberty-Truck-Fahrzeugreihe begonnen.
Es sollte ein Einheits-Lkw in drei Größenklassen (leicht, mittel, schwer) geschaffen werden, der nach gleichem Muster von verschiedenen Herstellern gebaut werden sollte. Erleichtert wurde dieses Vorhaben dadurch, dass es in den USA zwar über 300 Lkw-Hersteller gab. Die Motoren aber bezogen diese Hersteller in der Masse von etwa 10 großen Motorenbauern, ebenso gab es einige wenige Hersteller, die sich jeweils nur auf Getriebe, Achsen, Kühler und andere Teile spezialisiert hatten: Diese belieferten die Vielzahl von Lkw-Produzenten, deren Hauptaufgabe es blieb, die Einzelteile jeweils zu einem passenden Lkw zusammenzubauen.
Im August 1917 traf sich die US-amerikanische Society of Automotive Engineers (SAE) und legte die Rahmenbedingungen fest. In nur 69 Tagen war das Konzept fertig: Den Motorblock fertigte Continental, den Zylinderkopf Waukesha und die Kolben Hercules.
Allradgetriebene Fahrzeuge waren nicht im Umfang der Pläne zu den Liberty trucks vom United States Army Quartermaster Corps (USQMC) enthalten. Für den Bedarf der Artillerie wurden vom U.S. Ordnance Corps ein zusätzliches, umfangreiches Beschaffungsprogramm aufgelegt. Darin waren von leichten Versorgungs- und Erkundungsfahrzeugen bis zu schwersten Artillerieschleppern und Panzern viele Fahrzeugklassen enthalten. Allein die Anzahl der vom Ordnance Department für die Artillerie geplanten 4×4-Lastkraftwagen belief sich auf 28.000 Stück, die Ende Dezember 1918 einsatzbereit sein sollten.
Außer rund 2 Millionen Soldaten brachten die amerikanischen Streitkräfte eine Vielzahl von Motorfahrzeugen, darunter 51.554 Lastkraftwagen nach Europa., von den insgesamt gebauten 9.452 Liberty trucks jedoch nur etwa 7600 Stück.

## Geschichte des Liberty Truck

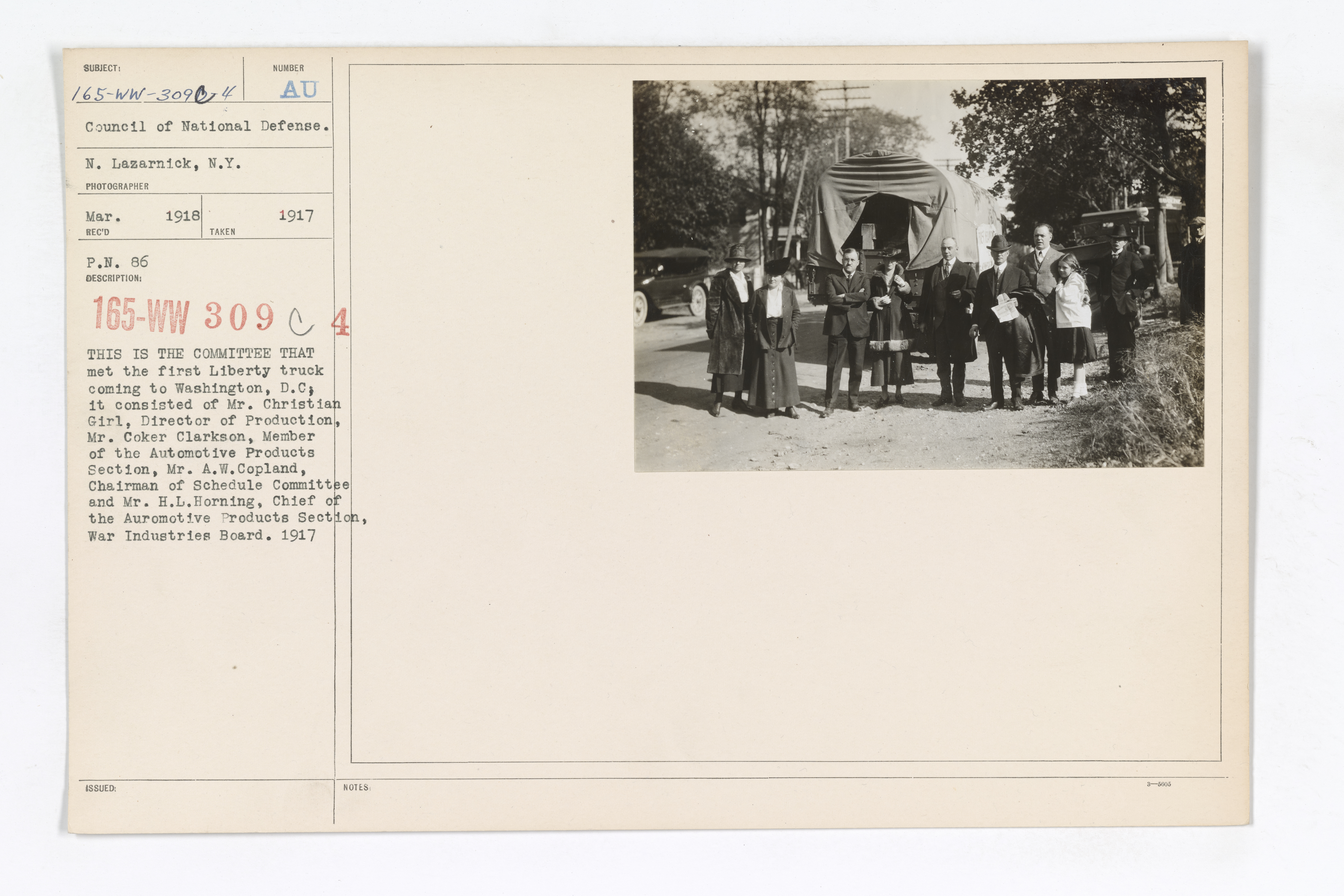
Abnahme der ersten Liberty Truck Fahrzeug in Washington (1917)

Unmittelbar nach dem Kriegseintritt der Vereinigten Staaten wurde unter der Leitung des Quartermaster Corps (USQMC) der US-Army ein Gremium geschaffen, dem neben den Militärs auch die Society of Automotive Engineers sowie die Automobilbranche angehörten. Ziel war es, ein einfach konstruiertes, besonders robustes Nutzfahrzeug mit leicht austauschbaren Bauteilen zu schaffen. Da Modellvielfalt bei jeder militärischen Operation zu erheblichen Nachteilen führt, insbesondere hinsichtlich der Ersatzteilbevorratung, der Wartung und der Instandhaltung, wurde beschlossen, durch eine Vereinheitlichung aller Bauteile ein herstellerunabhängiges Fahrzeug zu fertigen.
Dementsprechend war bei der Vorbereitung eine Vielzahl von Unternehmen beteiligt, die freiwillige Mitarbeiter für die Entwicklung entsandten. Die Fahrzeuge wurden in einem groben Rahmen von zwei Serien mit vier Standardbaureihen gefertigt, wobei die Zahl der tatsächlich gelieferten Varianten und später modifizierten Fahrzeuge unübersichtlich ist.
Außer Nutzfahrzeugproduzenten wie Diamond T, Selden, Pierce-Arrow, Sterling, Velie, Packard, Garford Company, Brockway Motor Trucks, Gramm-Bernstein, Republic und Bethlehem waren insgesamt 62 Automobilzulieferer wie Waukesha Engines (Motoren), Westinghouse Electric (elektrische Komponenten), Continental Motors Company (Motoren), Kelly-Springfield Tire Company (Vollgummireifen), Splitdorf Electrical Co. (Magnetzünder), Timken Company (Achsen) und Muncie Gear Works (Getriebe) beteiligt. Durch den besonderen Einsatz der Freiwilligen, nicht zuletzt beflügelt durch den in den USA ausgeprägten Patriotismus, gelang es, bereits wenige Monate nach dem Planungsbeginn mit der Herstellung von Prototypen zu beginnen. Der erste Liberty truck verließ am 9. Oktober 1917 die Produktionshalle.
Die US-Army als Auftraggeber bezahlte pro Fahrzeug einen Festpreis von 600 US-Dollar. Um Verzögerungen und andere Probleme mit eventuellen Lizenzgebühren an Inhaber von Patenten zu vermeiden, wurde auf eine bereits bestehende Lkw-Konstruktion zurückgegriffen. Zum Zug kam ein Entwurf der Gramm-Bernstein Motor Truck Company in Lima (Ohio). Der Liberty truck, der unabhängig vom Hersteller die Bezeichnung USA am Kühler trug, gilt als eines der ersten robusten Automobile, das wirtschaftlich Nachschub unter den besonderen Bedingungen eines Krieges transportieren konnte. Nicht alle Fahrzeughersteller konnten oder wollten Fahrzeuge nach den Vorgaben fertigen. Wegen des enormen Bedarfs an Fahrzeugen wurden auch Liberty Trucks von anderen Herstellern abgenommen, die zwar im Rahmen der Fahrzeugklassen lagen, aber nicht in allen technischen Details übereinstimmten.
Die Fahrzeuge wurden über den Atlantik nach Saint-Nazaire gebracht, dem wichtigsten Nachschubhafen der USA in Frankreich. Sie dienten den American Expeditionary Forces sowie den Verbündeten zur Lieferung des enormen Bedarfs an Munition, Brennstoffen, Ausrüstung und Lebensmitteln an die Front. Auch spezielle Wassertransporteinheiten (water tank train) wurden eingerichtet, wobei ein Liberty truck mit drei Wassertanks für je 250 Gallonen ausgestattet war. Darüber hinaus gab es Versionen mit Fernmeldeeinrichtungen für das United States Army Signal Corps, mobile Werkstätten, Abschleppwagen sowie Scheinwerferfahrzeuge; auch dienten sie Offizieren als Transportgelegenheit (Mannschaften marschierten üblicherweise zu Fuß). Auf dem Rückweg von der Front transportierten die Fahrzeuge schwerverwundete Soldaten; nach dem Waffenstillstand 1918 wurden sie auch für die Überführung der zunächst in vorübergehende Gräber gebrachten Kriegstoten zu festen Soldatenfriedhöfen eingesetzt.

## Fahrzeugtechnik

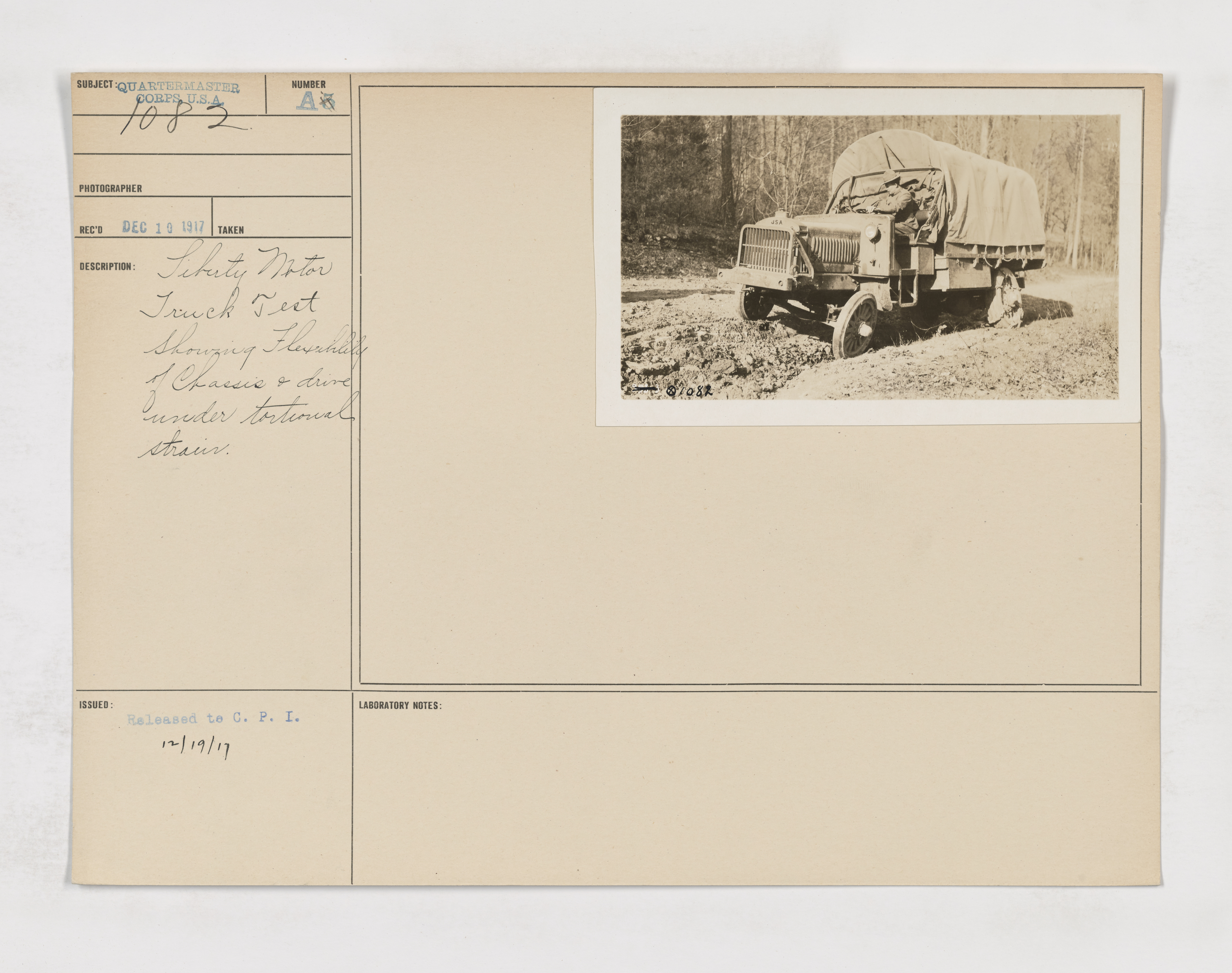
Test von Geländegängigkeit und Fahrgestell mit Liberty Truck (1917)

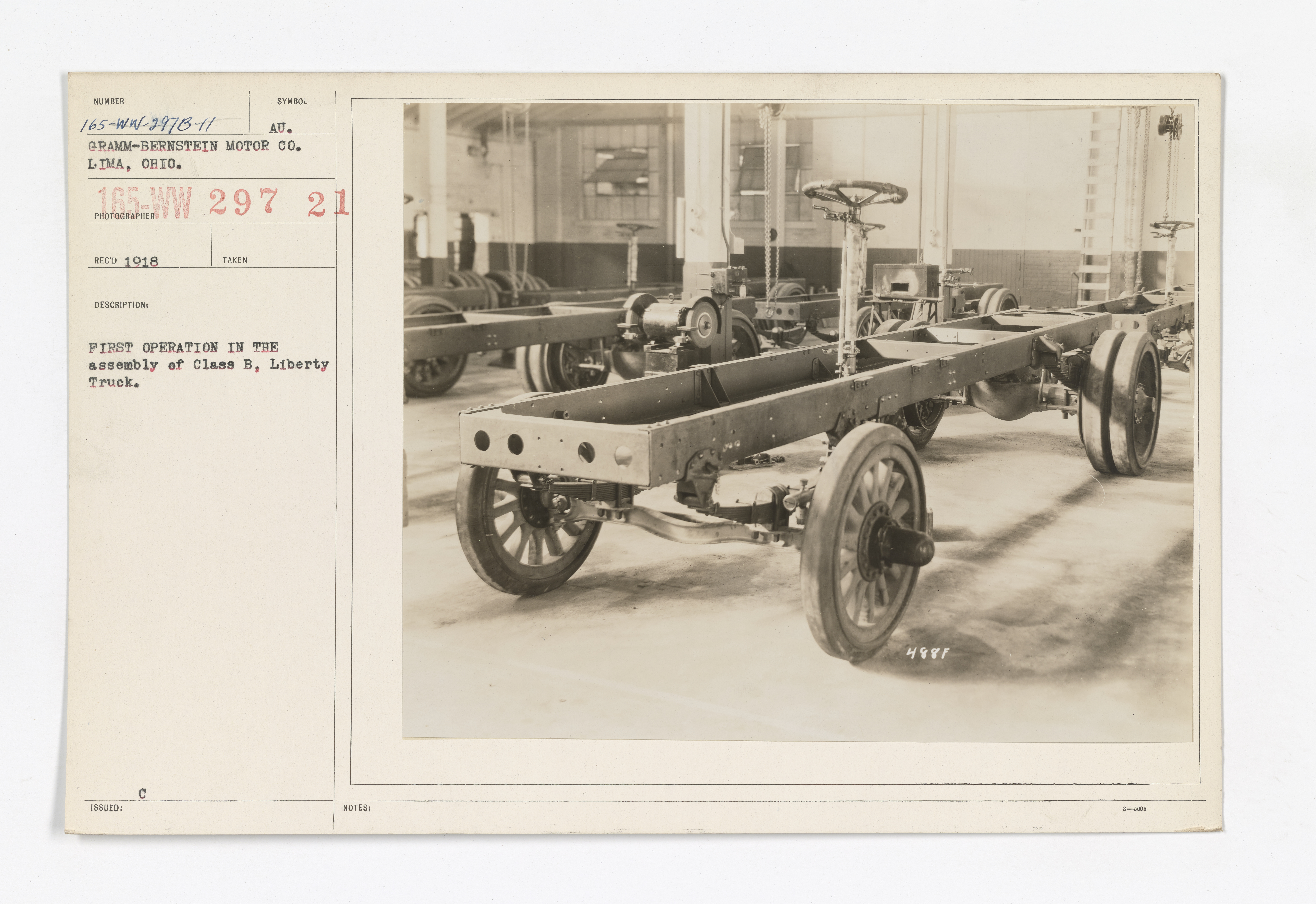
Liberty Truck erster Montageschritt mit Grundaufbau des Fahrgestells

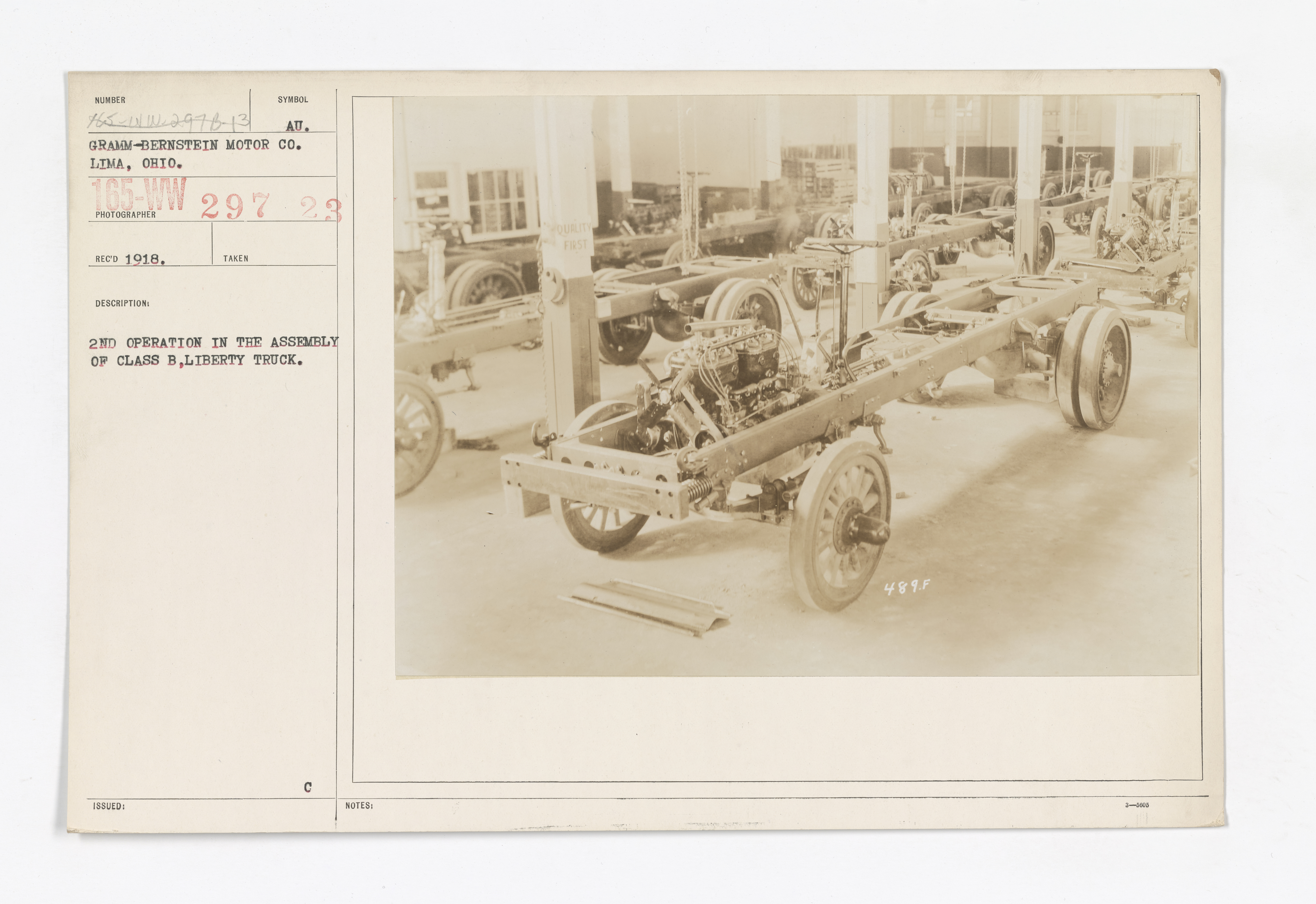
Liberty Truck zweiter Montageschritt mit Motor und Getrieben

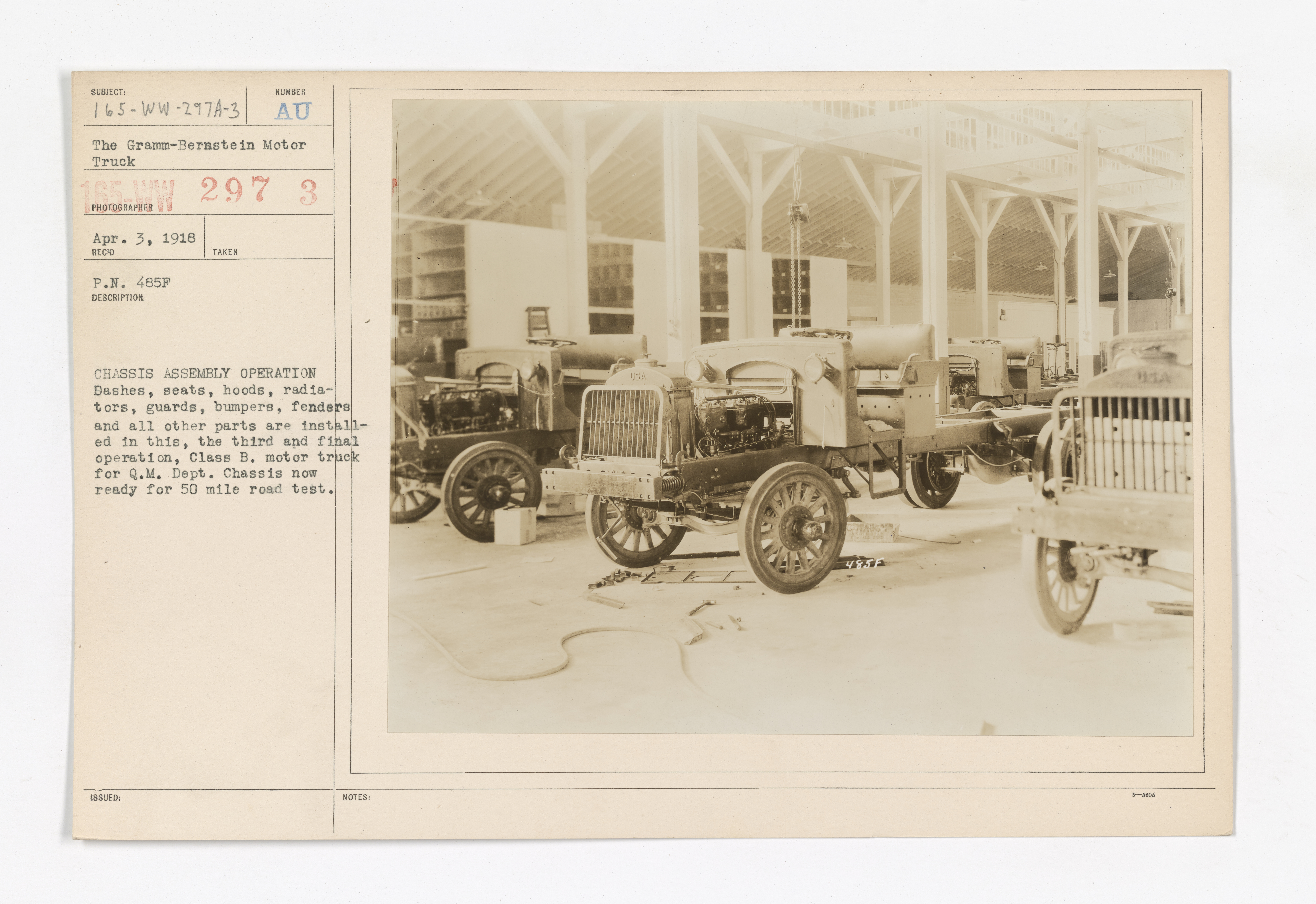
Liberty Truck dritter Montageschritt, bereit zu Erstprobefahrt mit Teilaufbauten

Das Kriegsministerium der Vereinigten Staaten hatte Fahrzeugklassen und bei der Auftragsvergabe eine Reihe von technischen Vorgaben festgelegt: So wurde zur Erhöhung der Geländetauglichkeit eine hohe Bodenfreiheit und ein Sperrdifferential gefordert. Da die Fahrzeuge überwiegend als Nachschubfahrzeuge in langsamer Kolonnenfahrt eingesetzt werden sollten, wurde ein Vierganggetriebe mit sehr niedrig übersetztem Kriechgang gefordert sowie ein groß dimensionierter Kühler zur Vermeidung einer Überhitzung des Motors. Zur Erhöhung der Reichweite war ein großer Kraftstofftank vorgesehen. Als Gesamtmaße des Fahrzeuges wurden 6,52 × 2,1 × 1,87 m vorgegeben, der Radstand betrug 4 m. Türen im Fahrerhaus hatten die einfach konstruierten Fahrzeuge nicht.

### Modelle
Der „Liberty Truck“ sollte Name einer ganzen LKW-Familie sein, bestehend aus folgenden Typen:
- Liberty Standard AA 3/4 tons; 4 × 2 („Model AA“)
- Liberty Standard A 2 tons; 4 × 2 („Model A“)
- Liberty Standard B 3 tons; 4 × 2, hinten Doppelbereifung („Model B“)
- Liberty Standard C 5 tons; 6 × 2, hintere Achsen Doppelbereifung („Model C“)

Serienreife erlangte allerdings nur der Typ B. Typ A und AA blieben im Projektstadium, vom Typ C entstanden 1919/20 einige Prototypen.

### Produktion
Die 9452 gebauten Liberty Trucks wurden von den nachfolgenden Firmen in folgenden Stückzahlen, beginnend ab April 1918, in Serie produziert.
| Hersteller        | 1917 | 1918/19 |
| ----------------- | ---- | ------- |
| Bethlehem         | -    | 675     |
| Brockway          | -    | 587     |
| Diamond T         | -    | 638     |
| Garford           | -    | 978     |
| Gramm-Bernstein   | 1    | 1000    |
| Indiana           | -    | 475     |
| Kelly-Springfield | -    | 301     |
| Packard           | -    | 5       |
| Pierce-Arrow      | -    | 975     |
| Republic          | -    | 967     |
| Selden            | 1    | 1000    |
| Service           | -    | 337     |
| Sterling          | -    | 479     |
| U.S.Motor Truck   | -    | 490     |
| Velie             | -    | 455     |
| Summe             | 2    | 9362    |

### Motoren
Bis auf die ersten Fahrzeuge hatten alle einen Continental-Motor mit einer Bohrung von 4,75 Zoll (120,65 mm) und einem Hub von 6 Zoll (152,4 mm), Hubraum also 6969 cm³), wobei auf Motorteile einer Reihe von Zulieferern zurückgegriffen wurde: So wurden etwa die Zylinderköpfe von Waukesha Engines geliefert. Vorgeschrieben war auch eine Motoraufhängung an drei Punkten. Die Motoren hatten keine Wasserpumpe, sondern wurden durch freien Umlauf des Wassers im Thermosiphonverfahren gekühlt. Die Motoren mit 52 bhp (rund 53 PS; 39 kW) trieb über eine Kardanwelle die Hinterachse an. Die Höchstgeschwindigkeit betrug 15 mph (rund 24 km/h), was dem seinerzeit üblichen Standard für Lastkraftwagen entsprach.

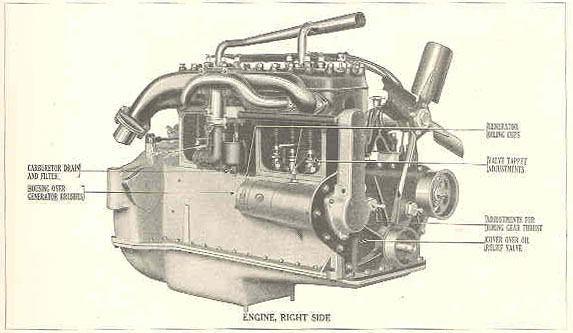
Liberty Truck Motor, rechte Seite mit Teileinblick
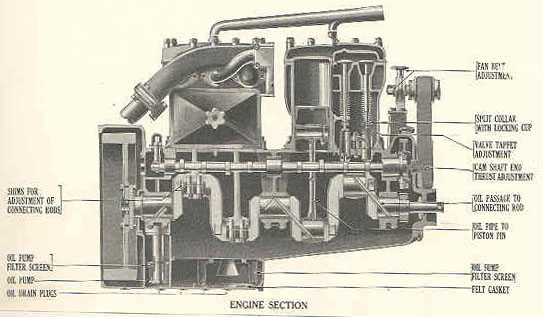
Liberty Truck Motor, Schnittmodell rechte Seite
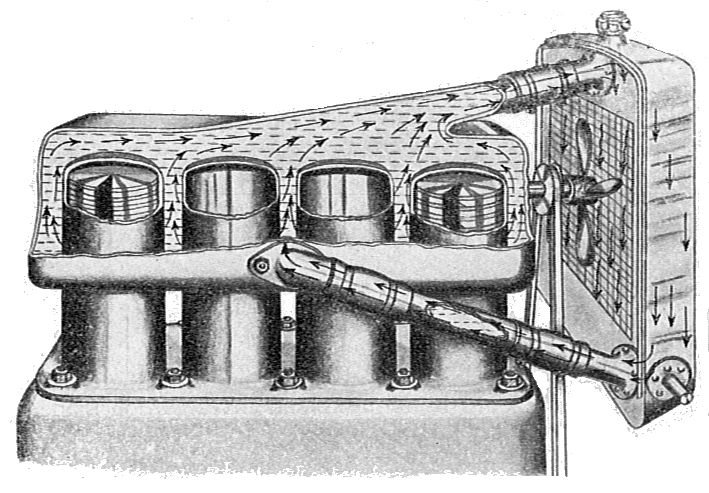
Thermosiphonkühlung ohne Wasserpumpe
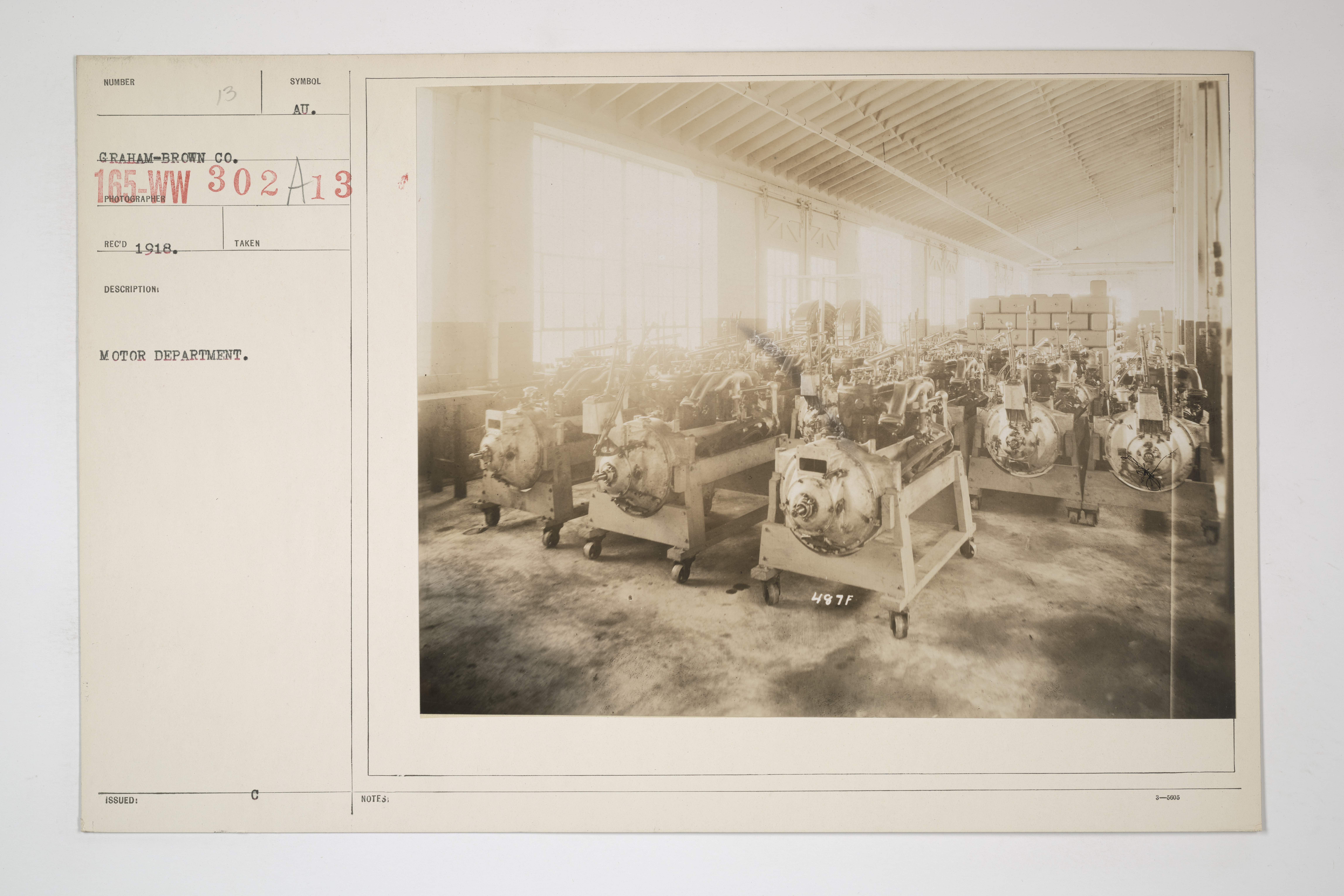
Motoren und Getriebe, Fertigung bei Graham-Brown Co.

### Bereifung
Die Vollgummireifen galten damals noch als Stand der Technik bei Nutzfahrzeugen; einige Modelle wurden noch mit Holzrädern ausgerüstet, die mit einem Metallring beschlagen wurden, wie sie von früheren Holzspeichenrädern der Artillerie bekannt waren. Später wurden Stahlspeichenfelgen für die Liberty Trucks eingesetzt. Doppelbereifung an der Hinterachse war die Standardausrüstung. Den Einsatzerfahrungen im Ersten Weltkrieg folgte ein Wechsel zu Stahlrädern im Fahrzeugbau.

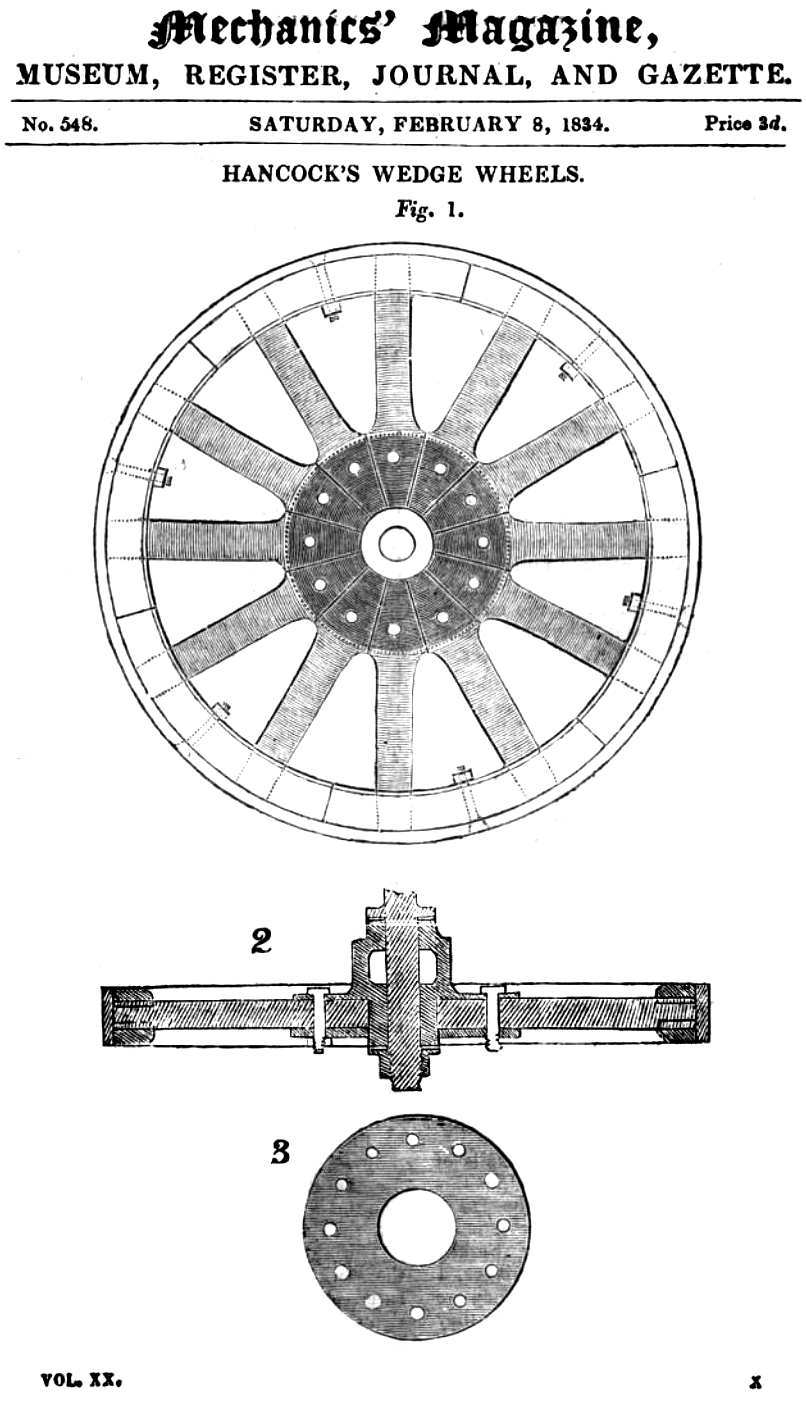
Artillerierad 1834
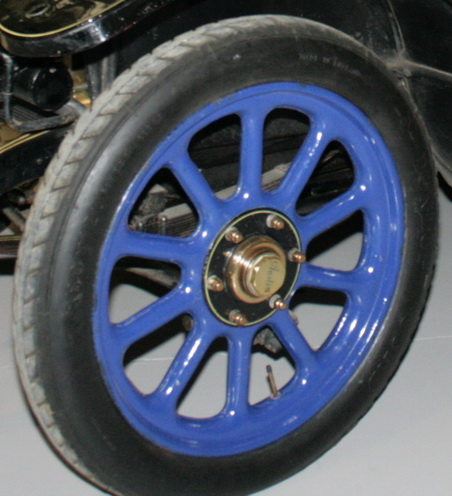
Stahlspeichenrad für Motorfahrzeuge 1907
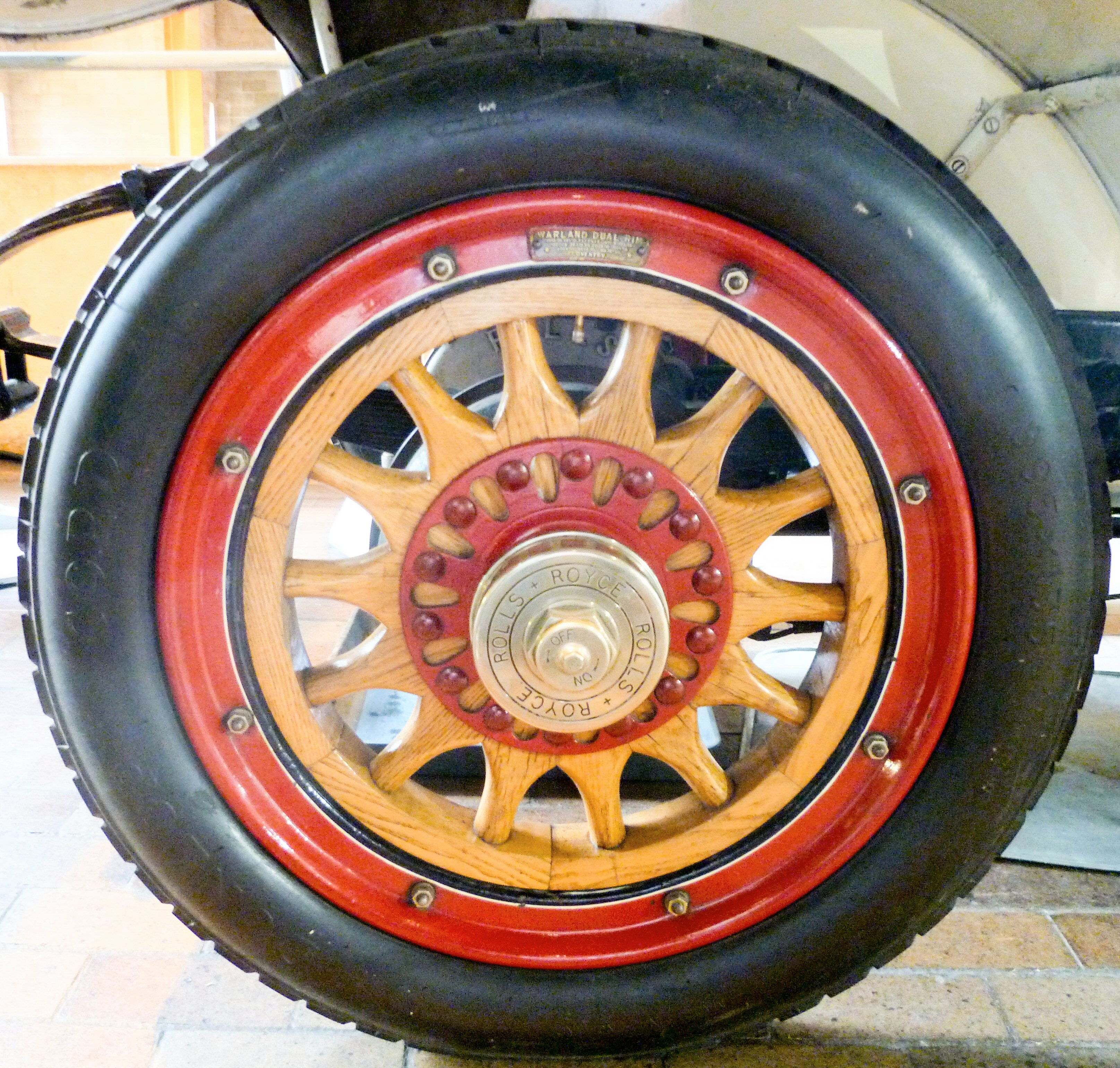
Holzspeichenrad Rolls-Royce 1909
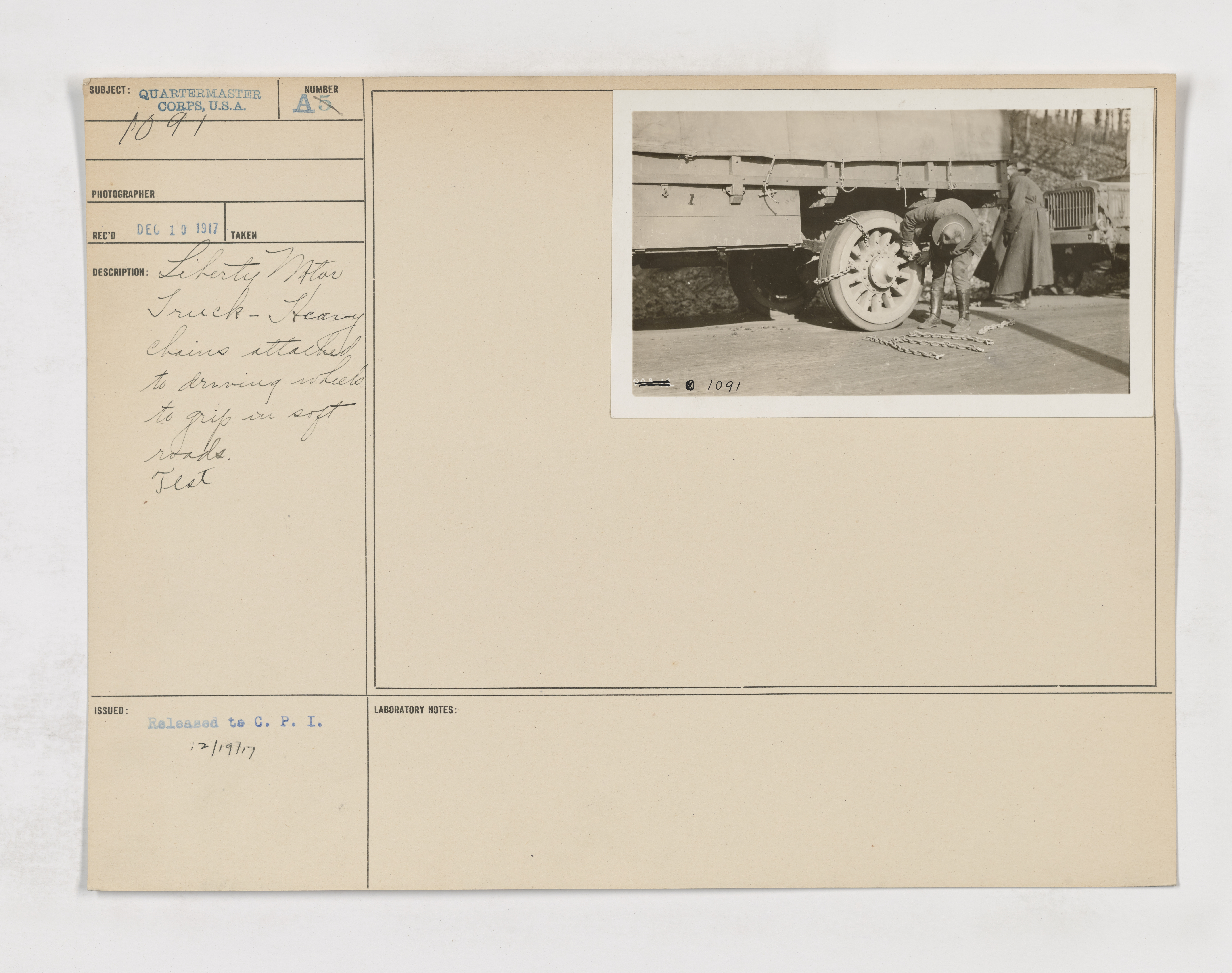
Speichenräder am Liberty Truck mit Ketten
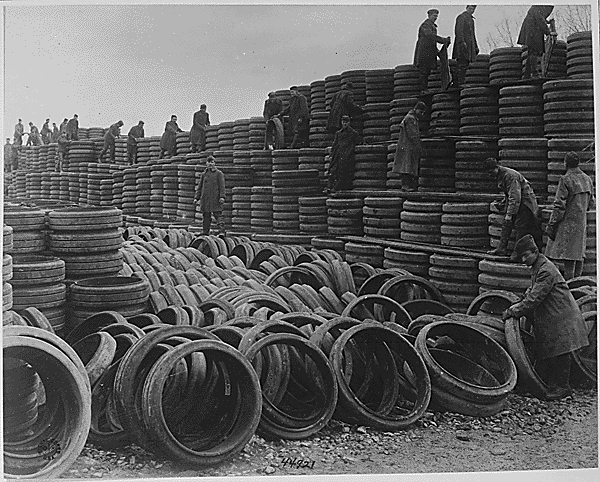
Reifenüberschuss nach dem Ersten Weltkrieg
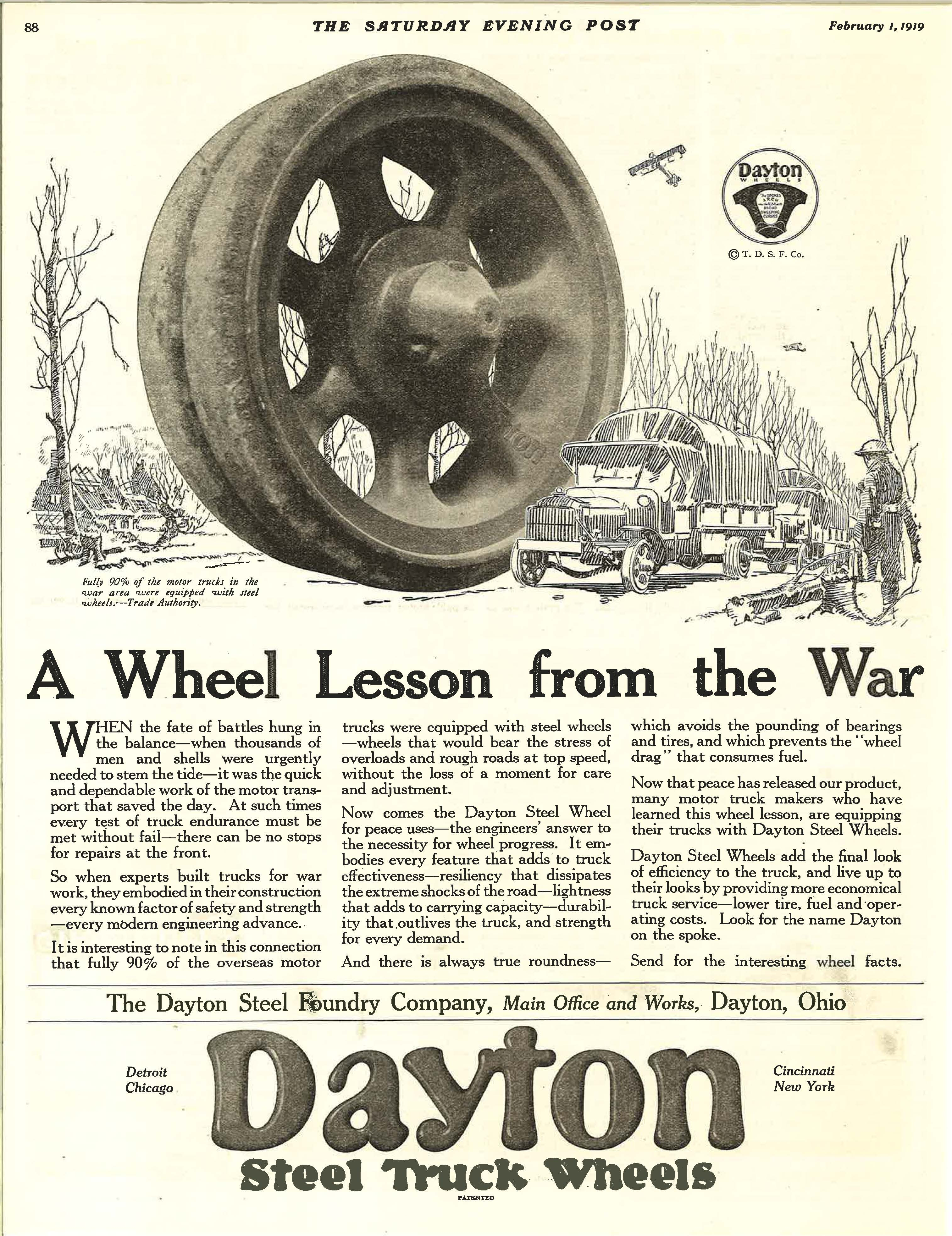
Gussstahlrad nach dem Ersten Weltkrieg

## Verwendung nach dem Krieg
Nach dem Ende des Weltkrieges wurde nur ein Teil des amerikanischen Kriegsgerätes wieder in die USA zurückgeschafft.
Eine Rückführung von Tausenden von Lastkraftwagen und eine Vermarktung der auch für den zivilen Einsatz tauglichen Fahrzeuge hätten jedoch den Absatz von Neufahrzeugen in den USA mittelfristig erheblich erschwert. Daher verzichtete die US-Regierung, auch auf Drängen der Interessenvertreter der Automobilindustrie, auf eine Rückführung der Liberty trucks, soweit sie nach Europa gelangt waren. Dies wurde vor allem mit unnötig hohen Kosten begründet: Die noch in den USA verbliebenen Lkw würden für den Friedensbedarf der US-Army der nächsten 10 Jahre völlig ausreichen, und dann wären die Lkw ohnehin derart veraltet, dass sie in einem Krieg nicht mehr verwendet werden konnten.
Viele der in Frankreich und Belgien zurückgebliebenen Fahrzeuge wurden in Europa zu Zivillastwagen umgerüstet. Der Verkauf führte zu Schwierigkeiten französischer Nutzfahrzeughersteller und trug etwa zur vorübergehenden Insolvenz des großen Herstellers Berliet bei. Andererseits ermöglichte es die Gründung und den Aufstieg neuer Unternehmen, welche die Fahrzeuge günstig kauften und sich auf die Umrüstung und Vermarktung der Liberty trucks spezialisierten. Hierzu gehörte das französische Unternehmen Etablissement Willème und die belgische Compagnie belge des autos-camions Liberty (aus der später die Société Franco-belge des autos Liberty entstand).

## Erhaltene Fahrzeuge

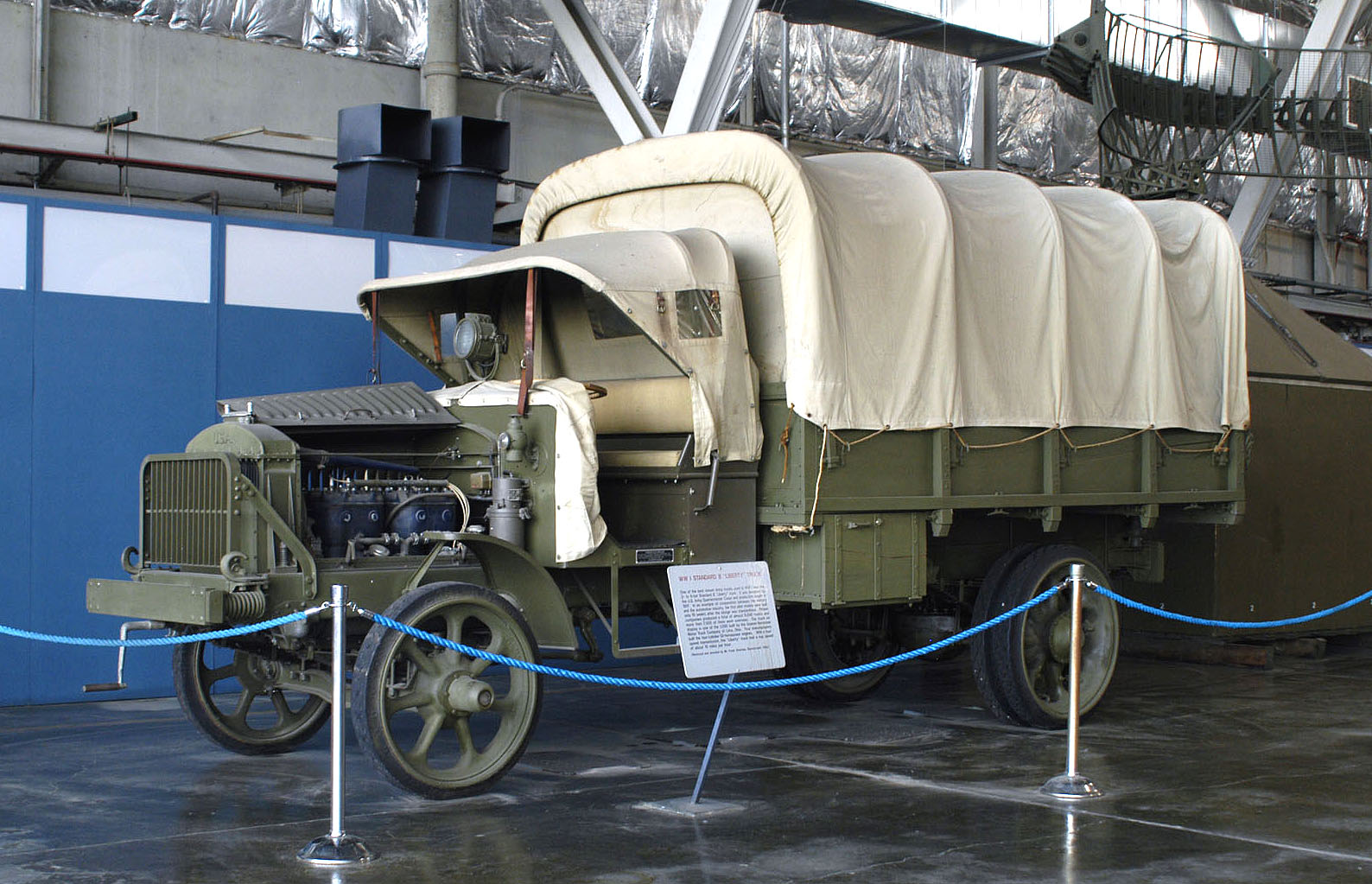
Liberty B truck im National Museum of the United States Air Force

Dank der robusten und – wie Anfang des 20. Jahrhunderts üblich – auf nicht begrenzte Lebensdauer ausgerichteten Konstruktion sind auch noch heute einige Liberty trucks im fahrtüchtigen Zustand – nach über 100 Jahren.
Darüber hinaus sind gut erhaltene Fahrzeuge in mehreren Museen zu besichtigen, darunter im
- National Museum of the United States Air Force in Dayton (Ohio) in Ohio,
- First Division Museum im Cantigny-Park in Wheaton, Illinois,
- Fort Bliss, Museum in Fort Bliss, Texas
- U.S. Army Transportation Museum[17] in Fort Eustis, in der Nähe von Newport News in Virginia,
- National Infantry Museum,[18] in Columbus in Georgia,
- Iowa Gold Star Military Museum[19] in Johnston, Iowa,
- Allen County Museum[20] in Lima, Ohio und im
- Museum of the Marine Corps[21] in Triangle, Virginia sowie bei der
- Virginia Military Preservation Association[22] in Carrollton im Isle of Wight County in Virginia.
- Hays Antique Truck Museum in Woodland (Kalifornien); Liberty Model B[23][24]